# Континентальні тури UCI
Континентальні тури UCI (англ. UCI Continental Circuits) — елітні континентальні змагання з шосейних велогонок, що започатковані Міжнародним союзом велосипедистів (UCI) у 2005 році. Разом зі Світовим туром UCI є найпрестижнішою серією велогонок. Включає п'ять континентальних турів: Азійський, Американський, Африканський, Європейський та Океанійський. Завданням змагань є популяризація велоспорту у світі.

## Переможці
У континентальні змагання входять понад 400 гонок по всьому світу. Змагальний сезон починається в жовтні, а завершується на різних континентах по різному, від січня до жовтня наступного року. За результатом перегонів найкращі велогонщики отримують рейтингові очки, які підсумовуються. В кінці сезону по них визначається найкращі гонщик, велокоманда і країна.

### Азійський тур
| Рік     | Найкращий гонщик | Найкращий гонщик | Найкращий гонщик          | Найкраща країна | Найкраща команда          |
| Рік     | Ім'я             | Країна           | Команда                   | Найкраща країна | Найкраща команда          |
| ------- | ---------------- | ---------------- | ------------------------- | --------------- | ------------------------- |
| 2005    | Андрій Мізуров   | Казахстан        | Cycling Team Capec        | Казахстан       | Giant Asia Racing Team    |
| 2005–06 | Гадер Мізбані    | Іран             | Giant Asia Racing Team    | Іран            | Giant Asia Racing Team    |
| 2006–07 | Хоссейн Аскарі   | Іран             | Giant Asia Racing Team    | Іран            | Giant Asia Racing Team    |
| 2007–08 | Хоссейн Аскарі   | Іран             | Tabriz Petrochemical Team | Японія          | Tabriz Petrochemical Team |
| 2008–09 | Гадер Мізбані    | Іран             | Tabriz Petrochemical Team | Казахстан       | Tabriz Petrochemical Team |
| 2009–10 | Мехді Сохрабі    | Іран             | Tabriz Petrochemical Team | Іран            | Tabriz Petrochemical Team |
| 2010–11 | Мехді Сохрабі    | Іран             | Tabriz Petrochemical Team | Іран            | Tabriz Petrochemical Team |
| 2011–12 | Хоссейн Алізадех | Іран             | Tabriz Petrochemical Team | Казахстан       | Terengganu Cycling Team   |
| 2012–13 | Хуліан Арредондо | Колумбія         | Team Nippo–De Rosa        | Іран            | Tabriz Petrochemical Team |
| 2013–14 | Самад Поурсеєді  | Іран             | Tabriz Petrochemical Team | Іран            | Tabriz Petrochemical Team |
| 2015    | Самад Поурсеєді  | Іран             | Tabriz Petrochemical Team | Іран            | Pishgaman–Giant           |
| 2016    | Марк Кавендіш    | Велика Британія  | Team Dimension Data       | Іран            | Pishgaman–Giant           |

### Американський тур
| Рік     | Найкращий гонщик           | Найкращий гонщик | Найкращий гонщик                                | Найкраща країна | Найкраща команда              |
| Рік     | Ім'я                       | Країна           | Команда                                         | Найкраща країна | Найкраща команда              |
| ------- | -------------------------- | ---------------- | ----------------------------------------------- | --------------- | ----------------------------- |
| 2005    | Едгардо Сімон              | Аргентина        | Selle Italia–Diquigiovanni                      | Бразилія        | Health Net–Maxxis             |
| 2005–06 | Хосе Серпа                 | Колумбія         | Selle Italia–Diquigiovanni                      | Колумбія        | Selle Italia–Diquigiovanni    |
| 2006–07 | Свейн Тафт                 | Канада           | Symmetrics                                      | Колумбія        | Symmetrics                    |
| 2007–08 | Мануель Медіна             | Венесуела        | Gobernación del Zulia                           | США             | Team Garmin-Chipotle          |
| 2008–09 | Грегоріо Ладіно            | Колумбія         | Tecos de la Universidad Autónoma de Guadalajara | Колумбія        | Diquigiovanni–Androni         |
| 2009–10 | Грегоріо Ладіно            | Колумбія         | Boyaca Orgullo de America                       | Колумбія        | Funvic–Pindamonhangaba        |
| 2010–11 | Мігель Убето               | Венесуела        |                                                 | Колумбія        | EPM-UNE                       |
| 2011–12 | Рорі Сазерленд             | Австралія        | UnitedHealthcare                                | Колумбія        | Real Cycling Team             |
| 2012–13 | Ханьєр Асеведо             | Колумбія         | Jamis–Hagens Berman                             | Колумбія        | UnitedHealthcare              |
| 2013–14 | Хуан Карлос Рохас Вільєгас | Коста-Рика       | Frijoles Los Tierniticos-Arroz Halcón           | США             | Team SmartStop                |
| 2015    | Томс Скуїньш               | Латвія           | Hincapie Racing Team                            | Колумбія        | Rally Cycling                 |
| 2016    | Грег ван Авермет           | Бельгія          | BMC Racing Team                                 | Колумбія        | Holowesko Citadel Racing Team |

### Африканський тур
| Рік     | Найкращий гонщик        | Найкращий гонщик | Найкращий гонщик         | Найкраща країна | Найкраща команда                            |
| Рік     | Ім'я                    | Країна           | Команда                  | Найкраща країна | Найкраща команда                            |
| ------- | ----------------------- | ---------------- | ------------------------ | --------------- | ------------------------------------------- |
| 2005    | Тіаан Каннемеєр         | ПАР              | Team Barloworld-Valsir   | ПАР             | Team Barloworld-Valsir                      |
| 2005–06 | Рабакі Джеремі Уедраого | Буркіна-Фасо     | Café Samba               | ПАР             | Cycling Team Capec                          |
| 2006–07 | Хассен Бен Нассер       | Туніс            | Pharmacie Centrale       | ПАР             | Barloworld                                  |
| 2007–08 | Ніколас Вайт            | ПАР              | Team MTN                 | ПАР             | Team MTN                                    |
| 2008–09 | Ден Крейвен             | Намібія          | Rapha Condor             | ПАР             | Barloworld                                  |
| 2009–10 | Абдельатіф Саадоуне     | Марокко          |                          | Марокко         | MTN Energade                                |
| 2010–11 | Аділь Джеллоуль         | Марокко          |                          | Марокко         | Groupement Sportif Petrolier Algérie        |
| 2011–12 | Тарік Хаоуфі            | Марокко          |                          | Марокко         | MTN Qhubeka                                 |
| 2012–13 | Аділь Джеллоуль         | Марокко          |                          | Марокко         | MTN Qhubeka                                 |
| 2013–14 | Мексеб Дебесай          | Еритрея          | Bike Aid - Ride for Help | Марокко         | MTN Qhubeka                                 |
| 2015    | Салах Еддіне Мраоуні    | Марокко          | Марокко                  | Марокко         | Skydive Dubai Pro Cycling Team–Al Ahli Club |
| 2016    | Тесфом Окубамаріам      | Еритрея          | Sharjah Team             | Еритрея         | Al Nasr Pro Cycling Team–Dubai              |

### Європейський тур
| Рік     | Найкращий гонщик     | Найкращий гонщик | Найкращий гонщик                          | Найкраща країна | Найкраща команда             |
| Рік     | Ім'я                 | Країна           | Команда                                   | Найкраща країна | Найкраща команда             |
| ------- | -------------------- | ---------------- | ----------------------------------------- | --------------- | ---------------------------- |
| 2005    | Муріло Фішер         | Бразилія         | Naturino-Sapore di Mare                   | Італія          | AG2R Prévoyance              |
| 2005–06 | Ніко Екхаут          | Бельгія          | Chocolade Jacques-Topsport Vlaanderen     | Італія          | Acqua & Sapone-Caffè Mokambo |
| 2006–07 | Алессандро Бертоліні | Італія           | Serramenti PVC Diquigiovanni-Selle Italia | Італія          | Rabobank                     |
| 2007–08 | Енріко Гаспаротто    | Італія           | Barloworld                                | Італія          | Acqua & Sapone-Caffè Mokambo |
| 2008–09 | Джованні Вісконті    | Італія           | ISD–NERI                                  | Італія          | Agritubel                    |
| 2009–10 | Джованні Вісконті    | Італія           | ISD–NERI                                  | Італія          | Vacansoleil                  |
| 2010–11 | Джованні Вісконті    | Італія           | Farnese Vini–Neri Sottoli                 | Італія          | FDJ                          |
| 2012    | Джон Дегенкольб      | Німеччина        | Argos–Shimano                             | Італія          | Saur–Sojasun                 |
| 2013    | Ріккардо Цойдль      | Австрія          | Gourmetfein–Simplon                       | Франція         | Team Europcar                |
| 2014    | Том ван Асбрук       | Бельгія          | Topsport Vlaanderen–Baloise               | Італія          | Topsport Vlaanderen–Baloise  |
| 2015    | Насер Буханні        | Франція          | Cofidis                                   | Бельгія         | Topsport Vlaanderen–Baloise  |
| 2016    | Баптіст Планкерт     | Бельгія          | Wallonie-Bruxelles–Group Protect          | Бельгія         | Wanty–Groupe Gobert          |

### Океанійський тур
| Рік     | Найкращий гонщик | Найкращий гонщик | Найкращий гонщик                          | Найкраща країна | Найкраща команда                          |
| Рік     | Ім'я             | Країна           | Команда                                   | Найкраща країна | Найкраща команда                          |
| ------- | ---------------- | ---------------- | ----------------------------------------- | --------------- | ----------------------------------------- |
| 2005    | Роберт Маклахлан | Австралія        | MG XPower Presented by BigPond            | Австралія       | MG XPower Presented by BigPond            |
| 2005–06 | Gordon McCauley  | Нова Зеландія    | Successfulliving.com presented by Parkpre | Австралія       | Successfulliving.com presented by Parkpre |
| 2006–07 | Роберт Маклахлан | Австралія        | Drapac Porsche Development Program        | Австралія       | Drapac Porsche Development Program        |
| 2007–08 | Гейден Ролстон   | Нова Зеландія    | Trek-Zookeepers Café                      | Австралія       | SouthAustralia.com-AIS                    |
| 2008–09 | Пітер Макдональд | Австралія        | Drapac Porsche Cycling                    | Австралія       | Drapac Porsche Cycling                    |
| 2009–10 | Майкл Метьюс     | Австралія        | Team Jayco-Skins                          | Австралія       | Team Jayco-Skins                          |
| 2011    | Річард Ланг      | Австралія        | Австралія (національна команда)           | Австралія       | Team Jayco-AIS                            |
| 2011-12 | Пол Одлін        | Нова Зеландія    | Subway Cycling Team                       | Австралія       | Team Jayco-AIS                            |
| 2013    | Демьєн Говсон    | Австралія        |                                           | Австралія       | Huon Salmon-Genesys Wealth Advisers       |
| 2014    | Роберт Павер     | Австралія        | Австралія (національна команда)           | Австралія       | Avanti Racing Team                        |
| 2015    | Тейлор Ганмен    | Нова Зеландія    | Avanti Racing Team                        | Нова Зеландія   | Avanti Racing Team                        |
| 2016    | Шон Лейк         | Австралія        | Avanti Racing Team                        | Австралія       | Avanti Racing Team                        |